# Pont de la Reine Jeanne (Entrepierres)
Pour les articles homonymes, voir Pont de la Reine Jeanne.
Le pont de la Reine Jeanne est un pont situé dans le département français des Alpes-de-Haute-Provence, sur la commune d'Entrepierres, il franchit le Vançon et permet de relier les hameaux de Saint-Symphorien et de Vilhosc. Il possède une seule arche et s'appuie sur la roche de chaque côté au point le plus étroit du torrent.

## Historique

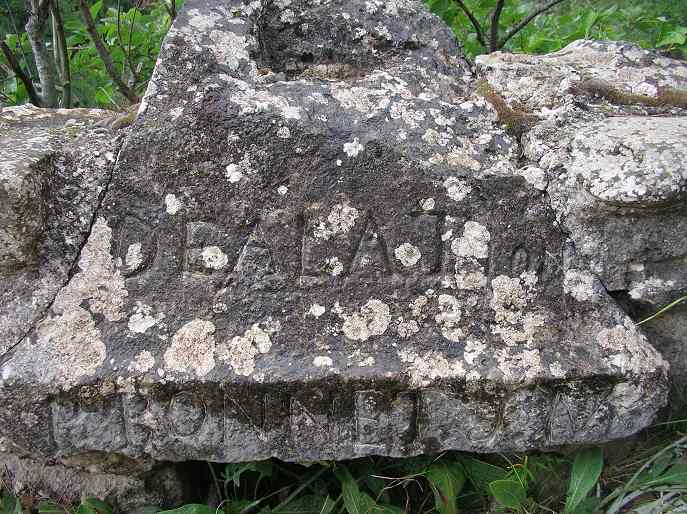
Pont de la Reine Jeanne. Détail du Parapet.

Le pont n'est pas documenté. Sa typologie pourrait le faire remonter au XVIIe siècle.
C'est une arche segmentaire à double archivolte. Côté amont, il est renforcé par un avant-bec chaperonné.
L'édifice est inscrit au titre des monuments historiques par arrêté du 3 novembre 1987.

## Principales dimensions
- largeur de chaussée : 2.17 m
- hauteur de la clé au-dessus de la rivière : 10 m